# Uniwersytet Tokijski
Uniwersytet Tokijski (jap. 東京大学 Tōkyō Daigaku,, ang. The University of Tokyo, w skrócie Tōdai 東大 lub UTokyo) – jedna z czołowych uczelni w Japonii. Ma 10 wydziałów, na których kształci się 30 tys. studentów, w tym około 4 tys. z zagranicy. W 2019 roku, według QS World University Rankings, zajmował 23. miejsce na świecie, a według ShanghaiRanking Consultants – 25. W obu rankingach jest sklasyfikowany jako numer jeden w Japonii.

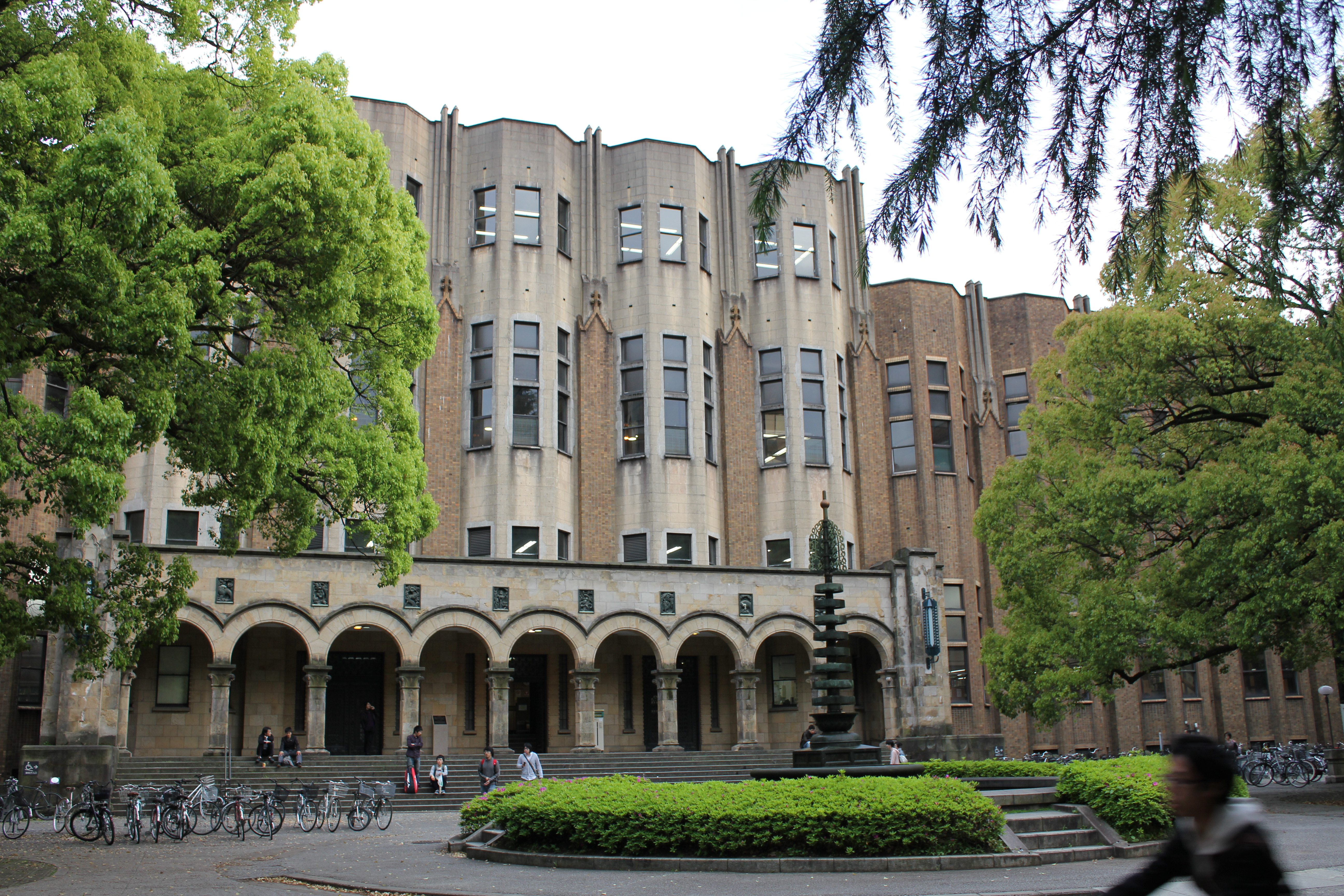
Biblioteka główna kampusu Hongō

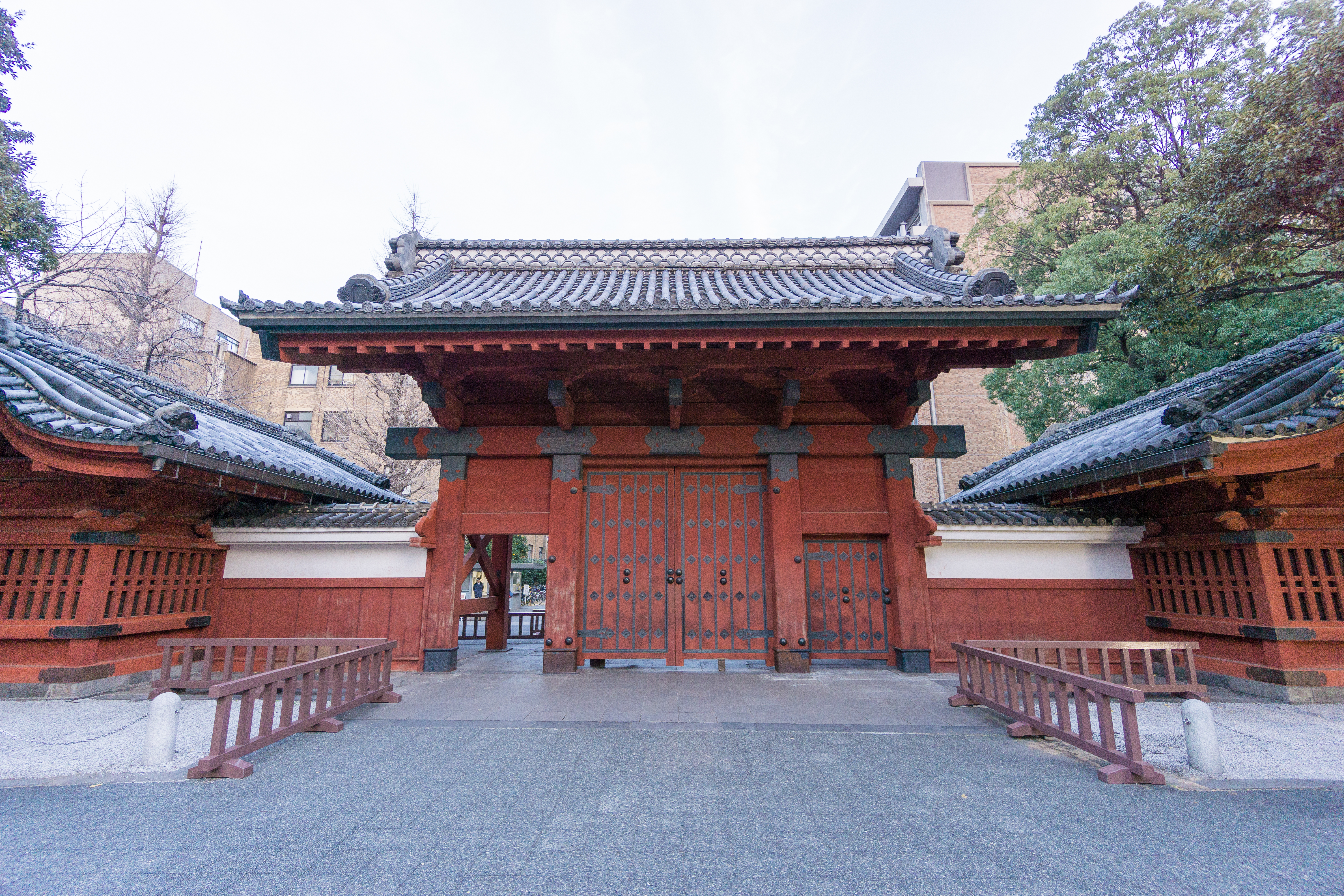
Akamon (Czerwona Brama)

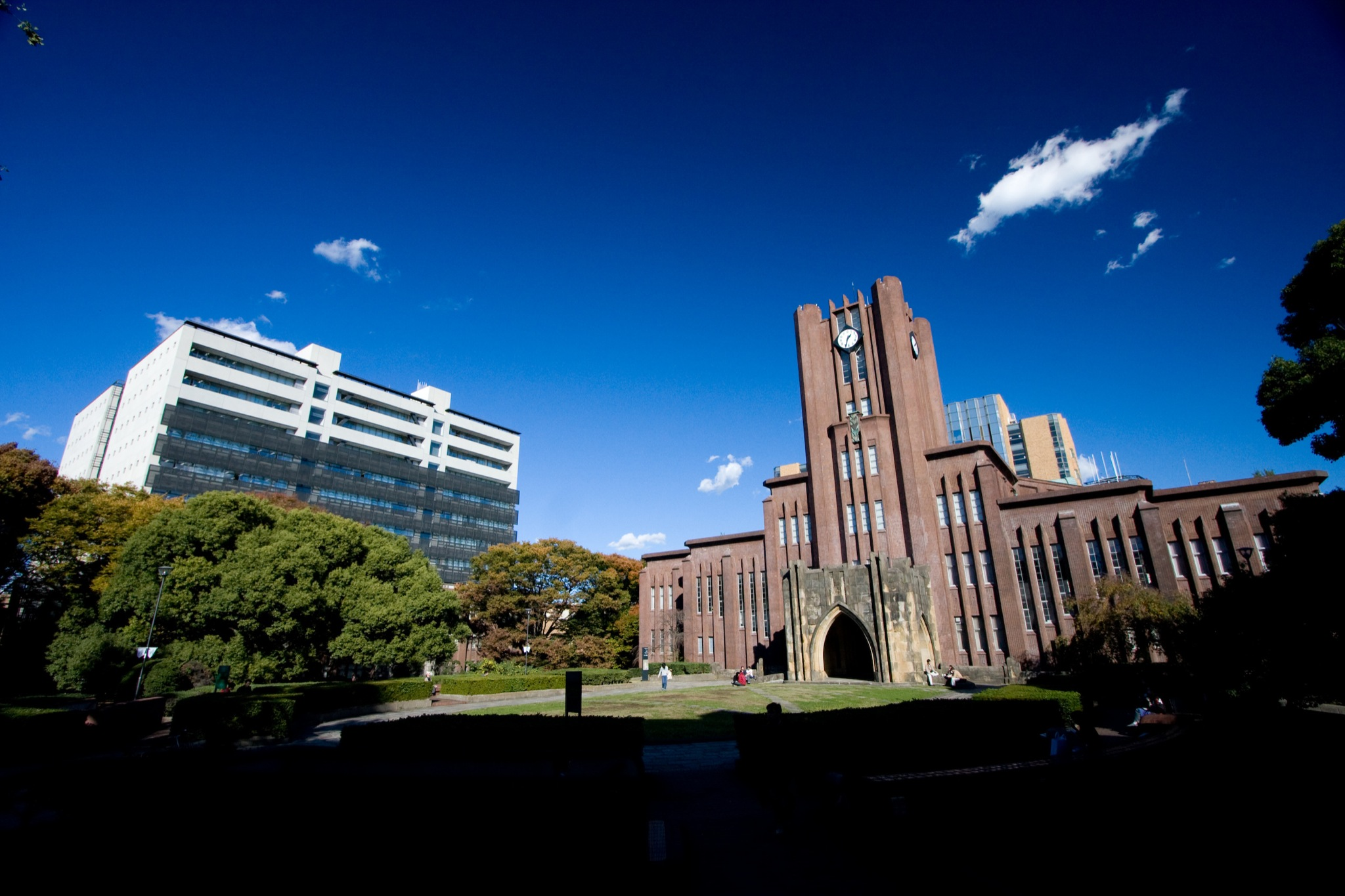
Audytorium Yasuda

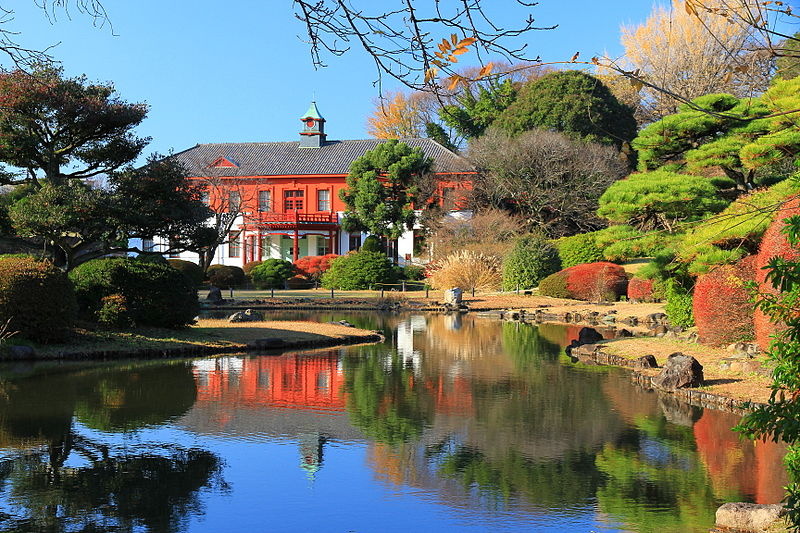
Ogród Botaniczny Koishikawa w gestii uczelni

Ze względu na reformę przeprowadzoną w 2004 roku, polegającą na połączeniu wszystkich państwowych uniwersytetów, pełna nazwa formalna uczelni to: National University Corporation, the University of Tokyo.

## Historia
Kiedy w połowie XIX wieku Japonia została zmuszona do otwarcia na świat zewnętrzny i dokonania gruntownej przebudowy kraju (restauracja Meiji), poznanie cywilizacji Zachodu, w tym języków, stało się koniecznością. W 1855 siogunat stworzył Urząd ds. Nauk Zachodnich, który zajmował się tłumaczeniem dokumentów i tekstów urzędowych. Później stał się też szkołą językową. W 1868 nadano mu nazwę Kaisei-gakkō, czyli Szkoły Tworzenia. W okresie Edo studiowano historiografię, językoznawstwo, ale przede wszystkim medycynę zachodnią. Była to jedna z ważniejszych dziedzin, dlatego w 1861 otworzono Akademię Medycyny Zachodniej, którą później zmieniono na Akademię Medycyny.

## Zmiany nazwy uczelni
- 1877 → połączono powyższe szkoły, tworząc Uniwersytet Tokijski (Tokyo Daigaku, ang. Tokyo University)
- 1886 → zmieniono nazwę na Uniwersytet Cesarski (Teikoku Daigaku, Imperial University)
- 1897 → przyjęto nazwę Tokijski Uniwersytet Cesarski (Tōkyō Teikoku Daigaku, Tokyo Imperial University).
- 1947 → przywrócono pierwotną nazwę Uniwersytet Tokijski (Tokyo Daigaku, Tokyo University).

W chwili utworzenia był to jedyny nowoczesny uniwersytet w Japonii (wzorowano go na szkołach europejskich). Miał tylko cztery wydziały, lecz wraz z szybko rosnącą liczbą studentów, otworzono kolejne. Przez początkowy okres swojego istnienia cieszył się szczególnymi względami cesarza, który osobiście brał udział w ceremoniach wręczania dyplomów, a najlepsi studenci otrzymywali pamiątkowe zegarki. W 1949 w skład uniwersytetu weszła Pierwsza Szkoła Wyższa (dzisiaj kampus Komaba) i Tokijska Szkoła Wyższa, która dziś uczy studentów pierwszego i drugiego roku. Studenci trzeciego roku studiują w głównym kampusie, Hongō.

### Studenckie strajki
Bardzo niespokojnym okresem były lata 1968–1969, kiedy to fala gwałtownych protestów i strajków ogarnęła większość uczelni w kraju. Do największych doszło na Uniwersytecie Tokijskim. Przyczyny tych buntów były różne – studenci chcieli mieć większy wpływ w zarządzaniu szkołami, zarzucali władzy korupcję. Jednak głównym powodem zamieszek był konflikt wokół systemu nauczania na Wydziale Medycznym w kwietniu 1968. Niedługo potem studenci rozpoczęli okupację kampusów, wznosili barykady na korytarzach i w aulach, odwołano wszystkie zajęcia. Ponieważ spór narastał, a studenci nie chcieli ustąpić, 18 stycznia 1969 policja przypuściła szturm. Wiele osób ucierpiało, gdyż studenci postanowili się bronić przy pomocy kamieni i koktajli Mołotowa. Strajki ostatecznie zakończyły się wiosną tego samego roku. Straty wyniosły blisko 400 tys. dolarów. Po tych wydarzeniach wprowadzono surowe prawa, które miały zapobiec w przyszłości takim wystąpieniom.

## Wydziały
Obecnie uniwersytet ma dziesięć wydziałów:

- Prawa
- Medycyny
- Politechniczny
- Humanistyczny
- Nauk Ścisłych
- Ekonomiczny
- Rolniczy
- Pedagogiczny
- Farmaceutyczny
- Edukacji Ogólnej.

## Symbole
Symbolem uniwersytetu jest liść miłorzębu dwuklapowego, którego drzewa rosną na terenie najważniejszego z kampusów, Hongō. Nieformalnymi symbolami są dwie budowle: Akamon (Czerwona Brama), czyli główne wejście do kampusu Hongō (w dzielnicy Bunkyō), oraz położony w jego centrum budynek audytorium Yasuda (Yasuda Kōdō). Czerwona Brama powstała w 1827 i jest jedynym tego typu zachowanym obiektem, ważnym zabytkiem kultury. W okresie Edo wznosili je przed rodowymi posiadłościami przyszli mężowie dam z rodu siogunów Tokugawa.

## LaureaciNagrody Nobla
- Yasunari Kawabata – literatura, 1968
- Leo Esaki – fizyka, 1973
- Kenzaburō Ōe – literatura, 1994
- Masatoshi Koshiba – fizyka, 2002
- Yoichiro Nambu (Yōichirō Nambu) – fizyka, 2008
- Eiichi Negishi – chemia, 2010
- Takaaki Kajita – fizyka, 2015
- Satoshi Ōmura – fizjologia i medycyna, 2015
- Yoshinori Ōsumi (Yoshinori Ōsumi) – fizjologia i medycyna, 2016[1]

Nagrodę Pokojową Nobla otrzymał w 1974 roku premier Eisaku Satō (1901–1975).

## Znani absolwenci
Na tej uczelni studiowali m.in. również:
- cesarzowa Masako;
- Hisashi Owada, ojciec cesarzowej Masako, były prezes Międzynarodowego Trybunału Sprawiedliwości;
- piętnastu przyszłych premierów;
- Hideo Itokawa, pionier japońskiego programu kosmicznego;
- pięciu przyszłych astronautów[1].